# 香取神社 (吉川市加藤)
香取神社（かとりじんじゃ）は、埼玉県吉川市の神社。

## 歴史
創建年代は不明である。ただ創建者は加藤五郎左衛門で、慶長年間（1596年 - 1615年）に当地を開拓し定着したという。当時の代官頭伊奈忠治の方針で、開拓者名をもって村名としていたことから「加藤村」と名付けられた。これが「加藤」という地名の由来である。そのことから、江戸時代初期以降に創建されたものと推測される。近くの普賢院が別当寺であった。
明治初期、近代社格制度に基づく「村社」に列せられ、1909年（明治42年）の神社合祀により、周辺の2社が合祀された。

## 交通アクセス
- 路線バスサービスセンター停留所より徒歩5分。